# Supermodified
Supermodified – trzeci album Amona Tobina wydany pod szyldem wytwórni Ninja Tune. Album był mroczniejszy od jego poprzednich dzieł oraz obejmował więcej stylów. Można powiedzieć, że jest to najbardziej "skomercjalizowany" album Tobina – powstały dwa teledyski, promujące utwory "Four Ton Mantis" oraz "Slowly".

## Lista utworów
1. "Get Your Snack On" – 4:22
2. "Four Ton Mantis" – 4:45
3. "Slowly" – 5:37
4. "Marine Machines" – 5:45
5. "Golfer vrs Boxer" – 6:17
6. "Deo" – 6:44
7. "Precursor" feat. Quadraceptor – 4:39
8. "Saboteur" – 5:18
9. "Chocolate Lovely" – 6:03
10. "Rhino Jockey" – 7:28)
11. "Keepin' It Steel (The Anvil Track)" – 4:29
12. "Natureland" – 5:48